# Thymus longicaulis
Thymus longicaulis — вид рослин родини глухокропивові (Lamiaceae), поширений на півдні Європи й у Туреччині. Етимологія: лат. longus — «довгий», i — сполучна голосна, дав.-гр. καυλοϛ — «стебло». Видова назва вказує на те, що рослина має довгі стебла (зазвичай з очевидними гілками).

## Опис
Подібний до T. praecox, але квіткові стебла зазвичай до 10 см, а стеблові листки приблизно однакового розміру, 5.5–13.5 x 1.2–3.4 мм, від лінійно-ланцетних до ланцетних звужених до основи або еліптично-ланцетних, часто зі слабо звивистими полями, масляні крапки численні, зазвичай червоні; бічні жилки від атрофованих до помітних.
Чашечка 2.5–4 мм, трубка коротша або іноді рівна губам. subsp. longicaulis: чашечка насичена багровим; віночок бузковий до багрового забарвлення. subsp. chaubardii: чашечка зеленувата, рідко багряниста; віночок блідий.

## Поширення
Поширений на півдні Європи (Албанія, Австрія, Болгарія, Греція, Мальта, Італія, Франція, Швейцарія, Румунія; Угорщина, колишня Югославія) й у Туреччині; інтродукований до Німеччини.
Росте на висотах 670–1600 м.